# Banda Calypso ao Vivo (álbum de 2002)
Ao Vivo é o primeiro álbum ao vivo da banda musical brasileira Banda Calypso, lançado em março de 2002, através da gravadora Sony Music. Foi gravado no Parque de Exposições do Cordeiro, em Recife. Produzido pelo guitarrista da banda, Ximbinha, o álbum conta com sucessos do catálogo anterior da banda, além de faixas inéditas como "Cúmbia do Amor", "Dudu", "Estrela Dourada", "Odalisca", "Gringo Lindo", "Choro por Você" e "Como uma Virgem" – esta última gravada em estúdio. Em setembro de 2002, a Banda Calypso relançou o álbum pela sua editora discográfica independente Calypso Produções.
Em entrevista ao Correio Braziliense, Joelma comentou sobre a parceria com a gravadora: "É um disco de produção independente que, depois de negociamos com a Sony. Durante um ano a gravadora foi a responsável pela distribuição, mas, no fim do contrato, passamos a ser irresponsáveis também por essa parte". A divulgação de Ao Vivo ainda contou com a presença da banda em diversos veículos de comunicação: na televisão, a promoção do disco se deu em programas como Sabadão, Programa Raul Gil e Sabadaço. Em termos comerciais, o álbum mostrou-se um sucesso, sendo premiado com disco de ouro pela Associação Brasileira dos Produtores de Discos (ABPD) – atualmente Pro-Música Brasil (PMB) – por vender 100 mil cópias. Estima-se que Ao Vivo tenha ultrapassado a marca de mais de 750 mil cópias vendidas.

## Lista de faixas
| Edição padrão  | |                                               |         |  |
| N.º            | Título                                                                                              | Compositor(es)                                | Duração |  |
| 1.             | "Abertura"                                                                                          | Tovinho Banda Calypso                         | 1:52    |  |
| 2.             | "Dançando Calypso"                                                                                  | Carla Maués Josiel                            | 3:09    |  |
| 3.             | "Deusa da Paixão"                                                                                   | Nilk Oliveira                                 | 3:47    |  |
| 4.             | "Solidão"                                                                                           | Tonny Brasil Tarcísio França                  | 3:36    |  |
| 5.             | "Cúmbia do Amor"                                                                                    | Tonny Brasil                                  | 4:00    |  |
| 6.             | "Loirinha"                                                                                          | Ronaldo Bahia                                 | 3:40    |  |
| 7.             | "Senhorita"                                                                                         | Ximbinha Nilk Oliveira                        | 4:09    |  |
| 8.             | "Lambada Complicada"                                                                                | Aldo Sena                                     | 2:10    |  |
| 9.             | "Dudu"                                                                                              | Tonny Brasil                                  | 3:59    |  |
| 10.            | "Amor nas Estrelas"                                                                                 | Edílson Moreno                                | 3:47    |  |
| 11.            | "Anjo do Prazer"                                                                                    | Nilk Oliveira                                 | 3:51    |  |
| 12.            | "Estrela Dourada"                                                                                   | Marquinhos Maraial Beto Caju                  | 4:06    |  |
| 13.            | "Odalisca"                                                                                          | Edílson Moreno                                | 3:18    |  |
| 14.            | "Gringo Lindo"                                                                                      | Mario Sena                                    | 4:04    |  |
| 15.            | "Pot-pourri de Carimbó I" ("Sinhá Pureza" / "Pescador, Pescador" / "Esse Rio é Minha Rua")          | Pinduca Mestre Lucindo Paulo André Rui Barata | 3:01    |  |
| 16.            | "Pot-pourri de Carimbó II" ("A Morte do Peru" / "O Pinto" / "A Morte do Urubu" / "Ponta de Pedras") | Pinduca João Antônio de Oliveira              | 3:55    |  |
| 17.            | "Choro por Você"                                                                                    | Tonny Brasil                                  | 3:05    |  |
| 18.            | "Dois Corações"                                                                                     | Tonny Brasil                                  | 3:21    |  |
| 19.            | "Disse Adeus"                                                                                       | Ximbinha Tonny Brasil                         | 4:08    |  |
| 20.            | "Como uma Virgem"                                                                                   | Chrystian Lima Ivo Lima                       | 4:10    |  |
| Duração total: | Duração total:                                                                                      | Duração total:                                | 1:10:43 |  |

| Edição relançada |                      |                              |         |  |
| N.º              | Título               | Compositor(es)               | Duração |  |
| 1.               | "Abertura"           | Tovinho Banda Calypso        | 1:52    |  |
| 2.               | "Dançando Calypso"   | Carla Maués Josiel           | 3:09    |  |
| 3.               | "Deusa da Paixão"    | Nilk Oliveira                | 3:47    |  |
| 4.               | "Solidão"            | Tonny Brasil Tarcísio França | 3:36    |  |
| 5.               | "Cúmbia do Amor"     | Tonny Brasil                 | 4:00    |  |
| 6.               | "Senhorita"          | Ximbinha Nilk Oliveira       | 4:09    |  |
| 7.               | "Lambada Complicada" | Aldo Sena                    | 2:10    |  |
| 8.               | "Dudu"               | Tonny Brasil                 | 3:59    |  |
| 9.               | "Amor nas Estrelas"  | Edílson Moreno               | 3:47    |  |
| 10.              | "Anjo do Prazer"     | Nilk Oliveira                | 3:51    |  |
| 11.              | "Estrela Dourada"    | Marquinhos Maraial Beto Caju |         |  |
| 12.              | "Odalisca"           | Edílson Moreno               | 3:18    |  |
| 13.              | "Gringo Lindo"       | Mario Sena                   | 4:04    |  |
| 14.              | "Choro por Você"     | Tonny Brasil                 | 3:05    |  |
| 15.              | "Dois Corações"      | Tonny Brasil                 | 3:21    |  |
| 16.              | "Disse Adeus"        | Ximbinha Tonny Brasil        | 4:08    |  |
| 17.              | "Como uma Virgem"    | Chrystian Lima Ivo Lima      | 4:10    |  |
| Duração total:   | Duração total:       | Duração total:               | 1:00:18 |  |

## Desempenho comercial
Ao Vivo foi condecorado com disco de ouro pela Associação Brasileira dos Produtores de Discos (ABPD) – atualmente Pro-Música Brasil (PMB) – por vender 100 mil exemplares. Segundo a revista Época, o álbum alcançou a marca de 200 mil cópias vendidas em apenas dois meses após o seu lançamento. Até 2005, o disco já havia vendido mais de 750 mil cópias. Na semana dos dias 11 a 17 de julho de 2002, alcançou 10.ª posição da parada Hits, entre os álbuns mais vendidos de São Paulo, de acordo com dados fornecidos pelo instituto Nelson Oliveira Pesquisa e Estudo de Mercado (NOPEM) e divulgados pela revista IstoÉ Gente.